# Idioma normando
El normando (autoglotónimo normaund ) es una lengua romance, perteneciente a las lenguas de oïl. Es hablado en la Normandía francesa donde no tiene un estatus oficial, pero es clasificado como una lengua regional; en las islas del Canal, el idioma se ha desarrollado en cuatro variantes: jerseyés, guerneseyés, sarkés y alderneyés, donde las dos primeras han sido reconocidas por los gobiernos británico e irlandés en el marco del British-Irish Council (BIC). Existió también una quinta variante, el anglonormando, que como consecuencia de la conquista normanda de Inglaterra fue utilizado en el centro y sur británico desde el siglo XI hasta que empezó a ser desplazado en el reinado de Eduardo III (1312-1377), quien impuso el uso del inglés en los tribunales y en el Parlamento.

## Aspectos históricos, sociales y culturales

### Hablantes
No existen datos oficiales, aunque parece que la zona con más presencia de la lengua sea la de la Baja Normandía, especialmente en la península de Cotentin, al oeste y en el país de Caux al este.
En las islas anglonormandas, el guerneseyés es escasamente utilizado, con 1327 hablantes (un 2 % de la población), estando ya extinto en la isla de Herm. Por otra parte, según una encuesta de 1989, había 5720 personas que hablaban el jerseyés. En Alderney, sin embargo, la lengua normanda (dialecto alderneyés) dejó de ser idioma oficial en 1966 y actualmente se da por completamente extinta. La mejor situación es la de la isla de Sark (dialecto sercquiais), donde la totalidad de sus 600 residentes la utilizan normalmente.
En total, se calcula que solo el 2 % de los habitantes de las Islas del Canal hablan normando en cualquiera de sus variedades en una proporción que ha ido descendiendo desde la década de 1930, en el siglo XX.

### Enseñanza
En Francia, se estudia optativamente en 5 "collèges" del Departamento de la Mancha (Beaumont, Les Pieux, Bricquebec, Gavray y Avranches). Es necesaria la inscripción de quince alumnos por curso y los docentes son voluntarios.

### Historia
Los colonos escandinavos procedentes del norte de Europa ocuparon un territorio en la costa noroeste de Francia que desde entonces se conoce como Normandía, y adoptaron como lengua étnica una variedad de langue d'oïl relacionada con el francés de Neustria. Esta lengua normanda recibió cierta influencia del antiguo nórdico y del anglosajón en numerosos campos semánticos.·.
Si bien el antiguo nórdico estuvo en uso entre los colonos anglo-escandinavos por un tiempo cayó progresivamente en desuso por diversos factores. En primer lugar estos colonos eran casi exclusivamente hombres, por lo que la mayor parte de las siguientes generaciones descendía de matrimonios mixtos, por lo cual la variedad de oïl local llegó pronto a ser preponderante en todos los ámbitos, esto fue aún más acusado tras la conversión de los vikingos normandos al cristianismo. Además la creación del ducado de Normandía que integraba grandes proporciones de territorios donde exclusivamente se hablaba la variedad de oïl y la diversa procedencia etnolingüística de los colonizadores (britanos, anglosajones, noruegos, daneses e irlandeses) habría favorecido la adopción de la variedad de oïl como lingua franca para la comunicación interétnica. Aun así el uso del antiguo noruego está testimoniado en áreas de la costa hasta el siglo XII. El trovador normando Benoît de Sainte-Maure, a finales del siglo XII, afirma en su Chronique des ducs de Normandie ('Crónica de los duques de Normandía'), que aún se hablaba «danés» en la costa.
Un reflejo de un habla diferenciada en Normandía desde entonces sería la presencia de la h aspirada, típica de la región, que sería el resultado un sonido cercano a hr que se sigue escuchando todavía en Cotentin y sobre todo en Hague (pronunciado: [χɑ:g]) y también en otros lugares, poco antes de la Segunda Guerra Mundial. Esta h es diferente de la h aspirada de otras palabras francesas, que por cierto también se debe a una influencia germánica. Un ejemplo de esto se considera el vocablo prévost, que aunque en francés medio se consideraba un encargado de la corona para la administración de una región, en el área se consideraba un encargado del corazón y evolucionó hasta significar corazón de manera informal.